# Andro Bušlje
Andro Bušlje  (ur. 4 stycznia 1986) – chorwacki piłkarz wodny. Złoty medalista olimpijski z Londynu.
Zawody w 2012 były jego drugimi igrzyskami olimpijskimi (poprzednie to LIO 2008), Chorwaci triumfowali, w finale pokonując Włochów.

## Odznaczenia
- Order Księcia Branimira (2017)[2]